# Ла-Тур-дю-Пен (кантон)
Ла-Тур-дю-Пен (фр. La Tour-du-Pin) — кантон во Франции, департамент Изер, регион Рона — Альпы, округ Ла-Тур-дю-Пен. INSEE код кантона — 3824. Кантон был создан 15 февраля 1790 года. Граничит с кантонами Бургуэн-Жальё (3802), Морестель (3817), Шартрёз-Гье (3803) и Ле-Гран-Лан (3808).

## История кантона
Кантон Ла-Тур-дю-Пен был создан 15 февраля 1790 года. До декрета 2014 года в кантон входило 15 коммун. По закону от 17 мая 2013 и декрету от 14 февраля 2014 года количество кантонов в департаменте Изер уменьшилось с 58 до 29. Новое территориальное деление департаментов на кантоны вступило в силу во время выборов 2015 года. Таким образом, состав кантона Ла-Тур-дю-Пен был изменён 22 марта 2015 года. В результате реформы размер кантона увеличился с 15 коммун до 17 — коммуна Виньё была перемещена в кантон Морестель, были добавлены коммуны Сент-Андре-ле-Газ, Ле-Пассаж и Ла-Бати-Монгаскон.

## Население
Согласно переписи 2012 года (считается население коммун, которые в 2015 году были включены в кантон) население Ла-Тур-дю-Пен составляло 34 770 человека. Из них 27,6 % были младше 20 лет, 15,2 % — старше 65. 21,0 % имеет высшее образование. Безработица — 10,4 %. Активное население (старше 15 лет) — 16 441 человек.

## Экономика
Распределение населения по сферам занятости в кантоне: 1,4 % — сельскохозяйственные работники, 7,2 % — ремесленники, торговцы, руководители предприятий, 13,3 % — работники интеллектуальной сферы, 24,1 % — работники социальной сферы, 26,5 % — государственные служащие и 27,6 % — рабочие.

## Коммуны кантона
С 22 марта 2015 года в кантон входят 17 коммун, из них главной коммуной является Ла-Тур-дю-Пен.
| Коммуна             | Название по-французски  | Население, чел. (2012) | Площадь | Код INSEE |
| ------------------- | ----------------------- | ---------------------- | ------- | --------- |
| Доломьё             | Dolomieu                | 3025                   | 13,32   | 38148     |
| Ла-Бати-Монгаскон   | La Bвtie-Montgascon     | 1824                   | 8,43    | 38029     |
| Ла-Тур-дю-Пен       | La Tour-du-Pin          | 7927                   | 4,77    | 38509     |
| Ла-Шапель-де-ла-Тур | La Chapelle-de-la-Tour  | 1700                   | 9,04    | 38076     |
| Ле-Пассаж           | Le Passage              | 780                    | 6,68    | 38296     |
| Монкарра            | Montcarra               | 495                    | 4,9     | 38250     |
| Монтаньё            | Montagnieu              | 964                    | 8,83    | 38246     |
| Роштуарен           | Rochetoirin             | 1077                   | 10,62   | 38341     |
| Сент-Андре-ле-Газ   | Saint-Andrй-le-Gaz      | 2605                   | 8,89    | 38357     |
| Сен-Клер-де-ла-Тур  | Saint-Clair-de-la-Tour  | 3359                   | 9,24    | 38377     |
| Сен-Дидье-де-ла-Тур | Saint-Didier-de-la-Tour | 1836                   | 14,63   | 38381     |
| Сент-Бландин        | Sainte-Blandine         | 918                    | 9,21    | 38369     |
| Сен-Жан-де-Суден    | Saint-Jean-de-Soudain   | 1493                   | 7,48    | 38401     |
| Сен-Виктор-де-Сесьё | Saint-Victor-de-Cessieu | 2177                   | 12,22   | 38464     |
| Сесьё               | Cessieu                 | 2679                   | 14,35   | 38064     |
| Торшефелон          | Torchefelon             | 659                    | 8,68    | 38508     |
| Фаверж-де-ла-Тур    | Faverges-de-la-Tour     | 1252                   | 7,67    | 38162     |

## Политика
Согласно закону от 17 мая 2013 года избиратели каждого кантона в ходе выборов выбирают двух членов генерального совета департамента разного пола. Они избираются на 6 лет большинством голосов по результату одного или двух туров выборов.
В первом туре кантональных выборов 22 марта 2015 года в Ла-Тур-дю-Пен баллотировались 4 пар кандидатов (явка составила 53,08 %). Во втором туре 29 марта, Магали Гийо и Фабиен Ражон были избраны с поддержкой 62,83 % на 2015—2021 годы. Явка на выборы составила 52,46 %.
| Мандат | Мандат | Кандидаты                   |                | Партия             | Первый тур | Первый тур     | Второй тур | Второй тур |
| Мандат | Мандат | Кандидаты                   | Кол-во голосов | Партия             | % голосов  | Кол-во голосов | % голосов  |            |
| ------ | ------ | --------------------------- | -------------- | ------------------ | ---------- | -------------- | ---------- | ---------- |
| 2015   | 2021   | Ален Шапюи и Натали Жермен  |                | Национальный фронт | 3931       | 31,81          | 4209       | 37,17      |
| 2015   | 2021   | Магали Гийо и Фабиен Ражон  |                | Союз правых        | 4626       | 37,44          | 7116       | 62,83      |
| 2015   | 2021   | Мартин Эку и Паскаль Пайен  |                | Союз левых         | 2838       | 22,97          | -          | -          |
| 2015   | 2021   | Надин Коллиа и Бернар Дуади |                | беспартийные левые | 961        | 7,78           | -          | -          |